# Step Into Light
Step Into Light é o sexto álbum de estúdio da banda estadunidense de rock Fastball. É o primeiro do grupo desde 2009, sendo lançado em 2017. O álbum foi gravado durante um período de duas semanas.

## Histórico de gravação
Algumas músicas que aparecem no álbum foram escritas nos anos entre os álbuns do Fastball. Uma versão de "Secret Agent Love" foi produzida por Adam Schlesinger, mas regravada para o álbum. As sessões de gravação iniciais começaram em fevereiro de 2015 no estúdio Bubble em Austin, Texas.

## Lista de faixas
| Críticas profissionais | Críticas profissionais |
| Avaliações da crítica  | Avaliações da crítica  |
| Fonte                  | Avaliação              |
| ---------------------- | ---------------------- |
| AllMusic               | [ 6 ]                  |
| The Austin Chronicle   | [ 7 ]                  |
| QRO Magazine           | [ 8 ]                  |
| Paste                  | [ 9 ]                  |
| Cryptic Rock           | [ 10 ]                 |

1. "We're On Our Way" (Kevin Lovejoy, Miles Zuniga) – 2:44
2. "Best Friend" (Miles Zuniga, Tony Scalzo) – 3:21
3. "Behind the Sun" (Miles Zuniga) – 2:03
4. "I Will Never Let You Down" (Tony Scalzo) – 2:38
5. "Love Comes in Waves" (Miles Zuniga) – 2:51
6. "Step Into Light" (Miles Zuniga) – 2:16
7. "Just Another Dream" (Tony Scalzo) – 2:57
8. "Tanzania" (Miles Zuniga) – 1:56
9. "Secret Agent Love (Tony Scalzo) – 2:46
10. "Hung Up" (Miles Zuniga) – 2:28
11. "Don't Give Up On Me" (Miles Zuniga, Tony Scalzo) – 2:19
12. "Frenchy and the Punk" (Miles Zuniga) – 2:31